# Campionat britànic de trial 2020
La temporada de 2020 del Campionat britànic de trial fou la 70a edició d'aquest campionat, organitzat per l'ACU. El calendari oficial constava de 4 proves puntuables, celebrades entre el 7 de març i el 17 d'octubre.

## Classificació final
| Posició | Pilot        | Motocicleta | Punts |
| ------- | ------------ | ----------- | ----- |
| 1       | Iwan Roberts | TRRS        | 55    |
| 2       | Toby Martin  | TRRS        | 39    |
| 3       | James Dabill | Beta        | 37    |
| 4       | Dan Peace    | Sherco      | 34    |
| 5       | Billy Green  | Montesa     | 23    |
| 6       | Jack Peace   | Sherco      | 23    |
| 7       | Jack Price   | Vertigo     | 22    |